# George Nelson
George Driver Nelson, detto Pinky (Charles City, 13 luglio 1950), è un ex astronauta statunitense.
Nelson è nato nell'Iowa, è sposato ed ha due figlie. Nel 1972 ha conseguito un bachelor of science in fisica presso l'Harvey Mudd College. Ha preso il master nel 1974 ed il dottorato nel 1978 in astronomia all'Università del Washington presso Seattle.
Nel gennaio del 1978 è stato selezionato dalla NASA come candidato astronauta. Ha volato in tre missioni del programma Space Shuttle: la STS-41-C del 1984, la STS-61-C del 1986 e la STS-26 del 1988. Complessivamente ha trascorso 411 ore nello spazio di cui 10 di attività extraveicolari.